# مايكل لابيرج
مايكل لابيرج (بالإنجليزية: Michael LaBerge)‏ هو لاعب كرة قدم أمريكي في مركز حراسة المرمى، ولد في 28 فبراير 1975. لعب مع Nashville Metros ‏.